# Stolpersteine in Tuttlingen

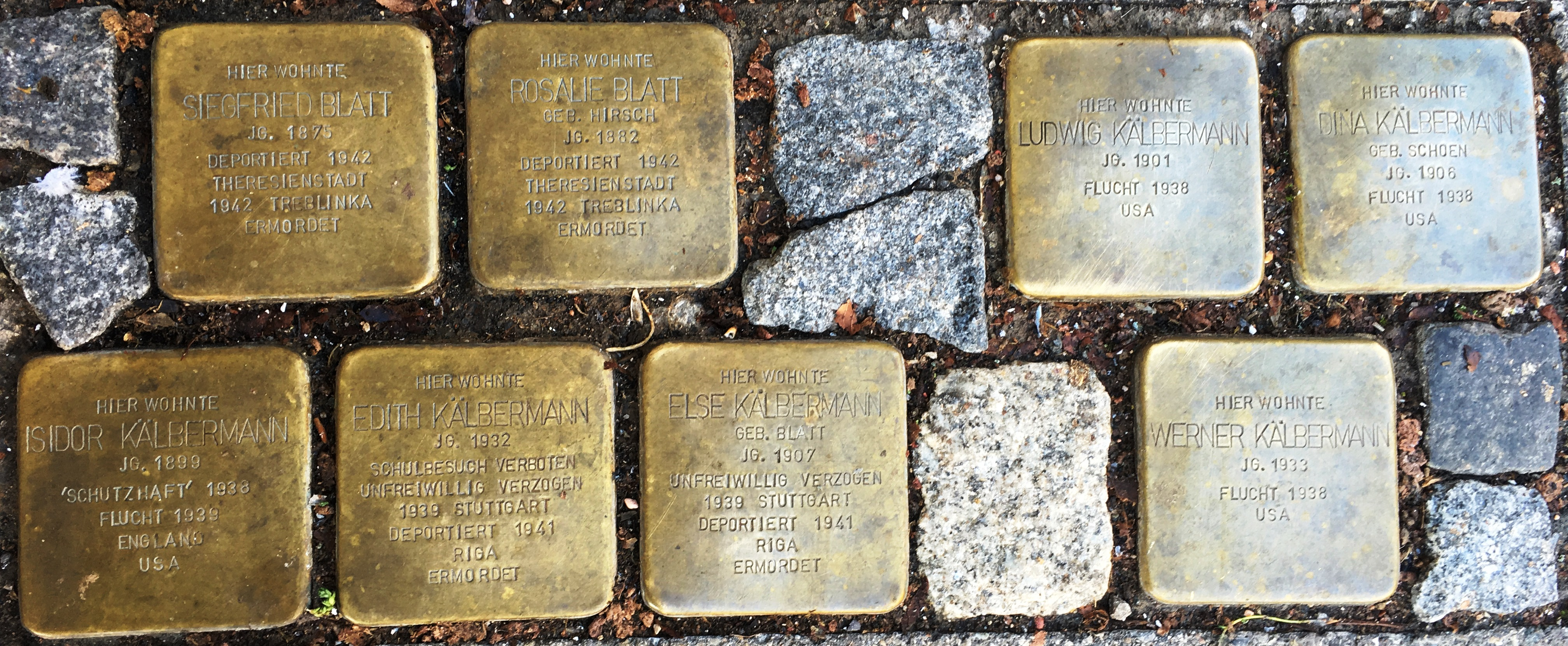
Stolpersteine für acht Mitglieder der Familie Kälbermann-Blatt (Hermannstraße 23)

Die Stolpersteine in Tuttlingen sind besondere Pflastersteine in Gehwegen, die an die Opfer der nationalsozialistischen Diktatur in der Stadt Tuttlingen im baden-württembergischen Landkreis Tuttlingen in Deutschland erinnern sollen.

## Zur Genese
Die Stolpersteine sind ein Projekt des Künstlers Gunter Demnig. Mit diesen kleinen Gedenktafeln soll an das Schicksal der Menschen erinnert werden, die während des Nationalsozialismus ermordet, deportiert, vertrieben oder in den Suizid getrieben wurden.
Stolpersteine sind kubische Betonsteine mit einer Kantenlänge von zehn Zentimetern, auf deren Oberseite sich eine individuell beschriftete Messingplatte befindet. Sie werden in der Regel vor den letzten frei gewählten Wohnhäusern der NS-Opfer niveaugleich in die Pflaster der Gehwege eingelassen. Mittlerweile gibt es über 80.000 Steine (Stand: Oktober 2020) nicht nur in Deutschland, sondern auch in 25 weiteren europäischen Ländern. Die Stolpersteine sind das größte dezentrale Mahnmal der Welt.
Ende 2014 hatte der Tuttlinger Gemeinderat zugestimmt, Stolpersteine in der Stadt verlegen zu lassen. Da in Tuttlingen verhältnismäßig wenige Juden gewohnt haben, wolle man in der ersten Phase an Menschen, die durch die Krankenmorde in der Zeit des Nationalsozialismus aus ihren Häusern vertrieben wurden, erinnern. Im Mai 2016 verlegte Gunter Demnig die ersten Stolpersteine in Tuttlingen.

## Liste der Stolpersteine
In Tuttlingen wurden 34 Stolpersteine an neunzehn Adressen verlegt (Stand: Dezember 2020).
| Stolperstein | Inschrift | Standort                                      | Name, Leben |
| ------------ | --- | --------------------------------------------- | --- |
|              | HIER WOHNTE FRANZ BERGER JG. 1913 ALS ASOZIAL STIGMATISIERT VERHAFTET 27.6.1938 DACHAU ERMORDET 7.7.1940 MAUTHAUSEN                                                                | Donaustraße 15 Stolperstein                   | Franz Berger wurde am 16. Februar 1913 in Cilly in Frankreich geboren. Seine Eltern waren Josef Berger und Pauline geb. Baumgartner. Er zählte zu den Jenischen, einer ethnischen Gruppe mit eigener Kultur und eigener Sprache, die ihren Ursprung in der europäischen Armutsbewegung des 18. und 19. Jahrhunderts hatte. Das Fahren zählte zu einem der zentralen Charakteristika ihres kulturellen Selbstverständnisses. Am 8. Dezember 1938 erließ Heinrich Himmler einen Erlass, der zur Grundlage der Verfolgung der Roma und Sinti werden sollte. Dieser Erlass differenzierte zwischen „Zigeunern“, „Zigeunermischlingen“ und „nach Zigeunerart umherziehende Personen“. In letztere Gruppe fielen die Jenischen. Seine Mutter wurde am rassenhygienischen Institut in Berlin untersucht wurde, ihre sogenannte Rassendiagnose lautete „Nicht-Zigeuner“. Dies wurde dann in ihrer Meldekartei vermerkt. 1938 wurde die Familie in Tuttlingen sesshaft. Vater und Sohn Berger wurden gemeinsam mit einem weiteren Verwandten, Anton Berger aus Riedöschingen, verhaftet und am 27. Juni 1938 in das KZ Dachau verschleppt. Er bekam die Häftlingsnummer 17734. Am 27. September 1939 wurden Vater und Sohn in das KZ Mauthausen überstellt, ebenso ihr Verwandter Anton. Dort bekamen sie den Schwarzen Winkel und waren als Asoziale stigmatisiert. Josef Berger starb bereits am 5. Januar 1940 im KZ Mauthausen, Franz Berger wurde im Alter von 27 Jahren am 7. Juli 1940 um 8.30 Uhr ebendort getötet. Laut offizieller Diagnose starb er an „oberem Dickdarmkatarrh“. Anton Berger konnte beide Konzentrationslager – Dachau und Mauthausen – überleben. |
|              | HIER WOHNTE JOSEF BERGER JG. 1876 ALS ASOZIAL STIGMATISIERT VERHAFTET 27.6.1938 DACHAU ERMORDET 5.1.1940 MAUTHAUSEN                                                                | Donaustraße 15 Stolperstein                   | Josef Berger wurde am 25. Januar 1876 in Ueken im Kanton Aargau in der Schweiz geboren. Er gehörte der ethnischen Gruppe der Jenischen an, einem fahrenden Volk. Er war mit Pauline geb. Baumgartner verheiratete. Das Paar hatte zumindest einen Sohn, Franz, geboren 1913 in Cilly. Es gibt nur wenige Spuren der Korbmacherfamilie, weil sie bis 1938 im Wohnwagen lebten und durch die Lande zogen. Anhand der Geburtsorte der Kinder lässt sich belegen, dass sich die Familie überwiegend in der Schweiz und in Frankreich aufhielt. 1921 erhielt die Familie die deutsche Staatsbürgerschaft, doch wurde die Einbürgerung 1935 rückwirkend vom Bezirksamt Donaueschingen widerrufen. Nunmehr waren sie wiederum staatenlos und mehr oder weniger vogelfrei. Trotzdem übte das NS-Regime massive Druck auf die Nichtsesshaften aus, sich anzusiedeln. 1938 ließen sich die Bergers in Tuttlingen nieder und wurden in der Meldekartei der Stadt mit der Adresse Donaustraße 15 registriert. Zwei Mitglieder der Familie wurden vom NS-Regime umgebracht, Josef Berger und sein Sohn Franz. Vater und Sohn Berger wurden gemeinsam mit einem weiteren Verwandten, Anton Berger aus Riedöschingen, verhaftet und am 27. Juni 1938 in das KZ Dachau verschleppt. Er bekam die Häftlingsnummer 17701. Am 27. September 1939 wurden Vater und Sohn in das KZ Mauthausen überstellt, ebenso ihr Verwandter Anton. Dort bekamen sie den Schwarzen Winkel und waren als Asoziale stigmatisiert. Josef Berger starb am 5. Januar 1940 um 13.30 Uhr im KZ Mauthausen, als offizielle Todesursache wurde Apoplexie eingetragen. Sein Sohn wurde ein halbes Jahr später ebendort vom NS-Regime ermordet. Seine Frau starb 1945 in Tuttlingen. Die anderen Familienmitglieder zogen nach dem Ende der NS-Herrschaft weiter. In Mauthausen gibt es einer Gedenkstätte, in der auch an Josef und Franz Berger erinnert wird. Auf dem Denkmal für die Opfer des Nationalsozialismus auf dem Tuttlinger Friedhof ist der Name seines Sohnes erwähnt. |
|              | HIER WOHNTE EUGEN BIRKLE JG. 1884 EINGEWIESEN 1929 MEHRERE HEILANSTALTEN 'VERLEGT' 3.2.1940 GRAFENECK ERMORDET 3.2.1940 'AKTION T4'                                                | Auf dem Schafrain 10                          | Eugen Gustav Birkle wurde am 31. August 1884 in Tuttlingen geboren. Seine Eltern waren der Schuhmacher Karl Birkle und Katharina geb. Sailer. Er war ein guter Schüler und absolvierte danach eine Lehre als maschineller Schuhmacher. Er arbeitete in Kreuzlingen, Winterthur und in Ungarn. Von 1903 bis 1905 leistete er seinen Militärdienst ab. Er war ein begeisterter Sportler. 1909 heiratete er Eugenie geb. Häfele. Das Paar hatte vier Kinder, von denen zwei früh starben. 1914 wurde er eingezogen und kam als Sergeant an die Westfront. Er wurde mehrfach schwer verwundet, beispielsweise mit Granatsplitter am Rücken und am Kopf. Er erhielt das Eiserne Kreuz 2. Klasse. Trotz seiner schweren Verwundungen arbeitete er bis 1928 als Maschinenzwicker. Danach verunmöglichten die schwere Traumatisierung und die körperlichen Beeinträchtigungen die Erwerbsarbeit. Er beantragte eine Kriegerrente, die ihm verweigert wurde. Er hörte Stimmen, erhielt durch ein Mikrofon in seinem Kopf Anweisungen und führte stets eine Pistole bei sich. Im Dezember 1929 veranlasste der Amtsarzt seine Einweisung. Seine Mutter und er selbst widersetzten sich der Unterbringung; im Juni 1930 nutzte er einen Ausgang um seine Frau zu treffen zur Flucht. Er wehrte sich mit Zaunlatten gegen eine erneute Festsetzung, freilich vergebens. In der Folge wurde die Rente samt Pflegezulage gewährt, immerhin 216 RM, die jedoch von der Ökonomieverwaltung der Heilanstalt in voller Höhe beansprucht wurde. Die Frau, die gezwungen war, die Hypothek für das Haus, in dem die Familie lebte, zu zahlen, holte ihn im Februar 1931 auf eigenes Risiko aus der Heilanstalt Zwiefalten ab. Anfang des kommenden Jahres lief er von Zuhause weg, wurde jedoch bald aufgegriffen und neuerlich eingewiesen. Er äußerte nunmehr den Wunsch, sich nach Indien zu begeben. Am 7. Oktober 1932 wurde er in die Heilanstalt Rottenmünster überstellt, am 3. Februar 1940 wurde er in der Tötungsanstalt Grafeneck ermordet. Die Urne wurde nach Tuttlingen überstellt und dort auf dem Ehrenfriedhof beigesetzt. Seine Witwe erklärte in der Nach-NS-Zeit, dass er wegen seiner linken Gesinnung eingewiesen worden sei. Sie sah ihn als politisch Verfolgten und stellte einen Antrag auf Wiedergutmachung, der jedoch abgelehnt wurde. Seine Enkelin Ingrid Storz-Popp verfasste den Theatertext Gnadentod, der auf Eugen Birkles Leben und Sterben beruht. Das Stück wurde u. a. 2014 von der Theater-Schmiede Bobingen aufgeführt. |
|              | HIER WOHNTE ROSALIE BLATT JG. 1882 GEB. HIRSCH DEPORTIERT 1942 THERESIENSTADT 1942 TREBLINKA ERMORDET                                                                              | Hermannstraße 23                              | Rosalie Blatt geb. Hirsch wurde am 16. Juni 1882 im hessischen Wallerstädten, heute Stadtteil von Groß-Gerau, geboren. Sie heiratete Siegfried Blatt. Das Ehepaar wurde verhaftet und am 23. August 1942 mit dem Transport XIII/1 von Stuttgart nach Theresienstadt deportiert. Ihre Transportnummer war 51. Etwas mehr als einen Monat später, am 29. September 1942 wurden die Eheleute mit dem Transport Bs in das Vernichtungslager Treblinka überstellt. Ihre Transportnummer war 1757. Rosalie Blatt und ihr Ehemann wurden in Treblinka vom NS-Regime ermordet. |
|              | HIER WOHNTE SIEGFRIED BLATT JG. 1875 DEPORTIERT 1942 THERESIENSTADT 1942 TREBLINKA ERMORDET                                                                                        | Hermannstraße 23                              | Siegfried Blatt wurde am 19. April 1875 in hessischen Jugenheim geboren. Er heiratete Rosalie geb. Hirsch. Das Ehepaar wurde verhaftet und am 23. August 1942 mit dem Transport XIII/1 von Stuttgart nach Theresienstadt deportiert. Seine Transportnummer war 50. Etwas mehr als einen Monat später, am 29. September 1942 wurden die Eheleute mit dem Transport Bs in das Vernichtungslager Treblinka überstellt. Seine Transportnummer war 1756. Siegfried Blatt und seine Ehefrau wurden in Treblinka vom NS-Regime ermordet. |
|              | HIER WOHNTE PAULINE DOLD GEB. KOSSMANN JG. 1888 SEIT 1924 VERSCHIEDENE HEILANSTALTEN 'VERLEGT' 13.8.1940 GRAFENECK ERMORDET 13.8.1940 'AKTION T4'                                  | Rathausstraße 10 Stolperstein                 | Pauline Dold geb. Kossmann wurde am 1. September 1888 als viertes von zwölf Kindern des „Schlüssel“-Wirts und Brauereibesitzers Johann Konrad Koßmann und der Maria Barbara geboren. 1919 heiratete sie den ebenfalls aus Tuttlingen stammenden Fabrikdirektor Robert Dold. Pauline Dold erkrankte nach der Geburt ihres zweiten Kindes psychisch und verbrachte längere Zeit in verschiedenen Kliniken. Nach dem Tod des Ehemanns kam sie endgültig in die Heilanstalt Zwiefalten. Am 13. August 1940 wurde Pauline Dold von der SS in die Tötungsanstalt Grafeneck gebracht und dort ermordet. |
|              | | Obere Vorstadt 11 (2021:z.Zt große Baustelle) | Regine Katharine Faude wurde am 12. Juli 1881 in Tuttlingen geboren. Sie war das siebte von 15 Kindern des Schreiners Jakob Faude und seiner Ehefrau Maria geb. Haller. Acht ihrer Geschwister starben bereits früh. Der Vater starb am 25. November 1908. Wenige Monate später, am 1. April 1909 wurde Katharine Faule erstmals in eine sogenannte Nervenheilanstalt eingewiesen, in die Heilanstalt Zwiefalten. Sie wurde dort als „Käthe Faude“ registriert, ihr wurde Dementia paranoides attestiert und sie wurde nach elf Tagen „ungeheilt beurlaubt“, sprich entlassen. Auslösend für ihre psychische Erkrankung soll ein gescheiterter Heiratsplan gewesen sein. Am 15. Juni 1912 wurde ihre Schwester Emma in dieselbe Heilanstalt eingeliefert. Die Schwester verließ die Anstalt am 23. Dezember 1912 entgegen ärztlicher Empfehlung. Am 1. Juli 1925 wurden beide Schwestern in dieselbe Anstalt verbracht. Die Exazerbation der Krankheitsbilder wurde auf die Erkrankung der Mutter zurückgeführt. Emma starb am 13. Dezember 1934 an Magenkrebs, Katharine wurde am 17. November 1938 mit der Diagnose Paranoide Schizophrenie in die Landesfürsorgeanstalt Markgröningen überstellt. Die Ärzte waren der Meinung, dass sie „die Pflege einer geschlossenen Anstalt nicht mehr benötige“. In Markgröningen wurde sie als freundlich, aber etwas verworren beschrieben, über Ort und Zeit orientiert, mit dem Wunsch „heim“ zu wollen. Sie verrichtete kleinere Arbeiten und versorgte sich selber. Am 29. August 1940 wurde sie in die Tötungsanstalt Grafeneck überstellt und noch am selben Tag im Zuge der Aktion T4 ermordet. Als Sterbeort wurde vom NS-Regime fälschlicherweise Schloss Hartheim nahe Linz angegeben, ein Verschleierungsversuch. |
|              | HIER WOHNTE ELEONORE FRÖHLICH ESTER FRÖHLICH VERH. JAKOBY JG. 1926 FLUCHT 1938 PALÄSTINA                                                                                           | Nendinger Allee 9 Stolperstein                | Eleonore Fröhlich, später Ester Fröhlich verh. Jacobi |
|              | HIER WOHNTE ELISE FRÖHLICH GEB. LEIBISCHU JG. 1905 FLUCHT 1938 PALÄSTINA | Nendinger Allee 9 Stolperstein                | Elise Fröhlich geb. Leibischu |
|              | HIER WOHNTE HELMUT FRÖHLICH ELKANA RON FRÖHLICH JG. 1927 FLUCHT 1938 PALÄSTINA | Nendinger Allee 9 Stolperstein                | Helmut Fröhlich, später Elkana Fröhlich |
|              | HIER WOHNTE JULIUS FRÖHLICH JG. 1896 FLUCHT 1938 PALÄSTINA | Nendinger Allee 9 Stolperstein                | Julius Fröhlich |
|              | HIER WOHNTE SONJA FRÖHLICH NOEMI FRÖHLICH VERH. LINWER JG. 1926 FLUCHT 1938 PALÄSTINA                                                                                              | Nendinger Allee 9 Stolperstein                | Sonja Fröhlich, später Noemi Fröhlich verh. Linwer |
|              | HIER WOHNTE WALTER FRÖHLICH AMOS FRÖHLICH JG. 1930 FLUCHT 1938 PALÄSTINA | Nendinger Allee 9 Stolperstein                | Walter Fröhlich, später Amos Fröhlich |
|              | HIER WOHNTE EMIL GERACH JG. 1898 IM WIDERSTAND / ROTE HILFE DENUNZIERT VERHAFTET 28.9.1938 'HOCHVERRAT' BRANDENBURG-GÖRDEN ENTLASSEN 1940 'AKTION GITTER' AUG. 1944 ENTLASSEN 1944 | Auf dem Schafrain 17 Stolperstein             | Emil Gerach wurde am 29. September 1898 in Tuttlingen geboren. Seine Eltern waren der Schmied Sebastian Gerach und dessen Ehefrau Marie geb. Pfau. Er hatte 16 Geschwister, von denen allerdings nur neun die Kindheit überlebten. Die Familie war aus dem Schwarzwald zugezogen. Emil Gerach begann eine Lehre als Schmied, war aber zu schwach für den Beruf. Er wurde in einer Schuhfabrik aufgenommen und erlernte den Beruf des Zwickers. Danach arbeitete er in einer Gießerei in Singen. 1917 wurde er eingezogen, wurde an der Westfront eingesetzt und wurde durch einen Granatsplitter verwundet. Nach Kriegsende arbeitete er bei der Schuhfabrik Reichle. In den 1920er Jahren schloss er sich der kommunistischen Bewegung an. 1923 heiratete er Anna geb. Kempter. Das Paar hatte vier Kinder. [...] Die Strafe verbüßte er in der Haftanstalt Brandenburg-Görden, in der zahlreiche politische Häftlinge einsaßen und wo während der NS-Zeit 2.400 Menschen hingerichtet wurden, ebenso überwiegend aus politischen Gründen. Seine Frau erhielt während seiner Haft keine Unterstützung. 63 Tage der Haft wurden ihm erlassen. Nach dem Ende der NS-Herrschaft wurde das Urteil aufgehoben. Emil Gerach erhielt eine einmalige Geldzahlung als Wiedergutmachung und einen Arbeitsplatz in der Stadtverwaltung. Hugo Dieterle wurde als belastet eingestuft und seiner Ämter enthoben. Emil Gerach starb am 4. Dezember 1961 in Tuttlingen. |
|              | HIER WOHNTE FRANZISKA HANDTE GEB. HASEL JG. 1871 EINGEWIESEN 1937 HEILANSTALT ZWIEFALTEN 'VERLEGT' 13.8.1940 GRAFENECK ERMORDET 13.8.1940 'AKTION T4'                              | Oberamteistraße 13 Stolperstein               | Franziska Handte geb. Hasel |
|              | HIER WOHNTE OSKAR HEUBERGER JG. 1902 IM WIDERSTAND / KPD 1933-1935 INHAFTIERT IN MEHRERE KZ, GEFÄNGNISSEN VERHAFTET 20.7.1944 'GENERALREVOLTE' GEFÄNGNIS TUTTLINGEN ENTLASSEN 1944 | Flachsweg 2                                   | Oskar Heuberger |
|              | HIER WOHNTE GUSTAV ADOLF HILZINGER JG. 1886 EINGEWIESEN 1925 HEILANSTALT GÖTTELFINGEN 'VERLEGT' 22.4.1941 HADAMAR ERMORDET 22.4.1941 'AKTION T4'                                   | Stuttgarter Straße 8                          | Gustav Adolf Hilzinger |
|              | HIER WOHNTE ERWIN HUBER JG. 1903 EINGEWIESEN 1924 HEILANSTALT ROTTENMÜNSTER 'VERLEGT' 3.2.1940 GRAFENECK ERMORDET 3.2.1940 'AKTION T4'                                             | Goethestraße 11                               | Erwin Huber |
|              | HIER WOHNTE DINA KÄLBERMANN GEB. SCHOEN JG. 1906 FLUCHT 1938 USA | Hermannstraße 23                              | Dina Kälbermann geb. Schoen |
|              | HIER WOHNTE EDITH KÄLBERMANN JG. 1932 SCHULBESUCH VERBOTEN UNFREIWILLIG VERZOGEN 1939 STUTTGART DEPORTIERT 1941 RIGA ERMORDET                                                      | Hermannstraße 23                              | Edith Kälbermann |
|              | HIER WOHNTE ELSE KÄLBERMANN GEB. BLATT JG. 1907 UNFREIWILLIG VERZOGEN 1939 STUTTGART DEPORTIERT 1941 RIGA ERMORDET                                                                 | Hermannstraße 23                              | Else Kälbermann geb. Blatt |
|              | HIER WOHNTE ISIDOR KÄLBERMANN JG. 1899 'SCHUTZHAFT' 1938 FLUCHT 1939 ENGLAND USA                                                                                                   | Hermannstraße 23                              | Isidor Kälbermann |
|              | HIER WOHNTE LUDWIG KÄLBERMANN JG. 1901 FLUCHT 1938 USA | Hermannstraße 23                              | Ludwig Kälbermann |
|              | HIER WOHNTE WERNER KÄLBERMANN JG. 1933 FLUCHT 1938 USA | Hermannstraße 23                              | Werner Kälbermann |
|              | HIER WOHNTE FRANZ KLAIBER JG. 1897 SEIT 1925 VERSCHIEDENE HEILANSTALTEN 'VERLEGT' 17.5.1940 GRAFENECK ERMORDET 27.5.1940 'AKTION T4'                                               | Donaustraße 9 Stolperstein                    | Franz Klaiber wurde am 5. Dezember 1897 in Tuttlingen als Sohn des Schuhmachers Christian Klaiber und seiner Ehefrau Anna Maria geboren. Nach der Schulzeit war er als Arbeiter in einer Schuhfabrik tätig. Mehrere Erlebnisse als Soldat im Ersten Weltkrieg wurde Klaiber nicht mehr los, trotzdem nahm er nach dem Krieg seinen Beruf wieder auf, heiratete Maria Emhardt aus Hundersingen und gründete mit ihr eine Familie. Doch die Nervenleiden kehrten zurück: Ab 1925 war Franz Klaiber in verschiedenen Heilanstalten eingewiesen, zuletzt in die Heilanstalt Weissenau bei Ravensburg. Von dort wurde Klaiber 1940 mit den grauen Bussen in die Tötungsanstalt Grafeneck gebracht und ermordet. |
|              | HIER WOHNTE RICHARD KRAMER JG. 1885 VERHAFTET 1944 VON GESTAPO ZWANGSARBEIT ORGANISATION TODT LEIMBACH-HETTSTEDT ENTLASSEN 25.2.1945                                               | Ambrosius-Blarer-Straße 1 Stolperstein        | Richard Kramer wurde am 29. Dezember 1885 in Sandersleben in Sachsen-Anhalt geboren. Er entstammte einer evangelischen Familie, seine Eltern waren der dänische Lederhändler Gottlieb Kramer und Auguste geb. Ziercke. Er wurde Mechaniker und diente von 1914 bis 1918 als Soldat an der Westfront. Während eines Fronturlaubs heiratete er am 11. November 1915 in Brühl Sybilla geb. Bähr, Jg. 1891. Nach dem Ende des Weltkrieges ließ sich das Ehepaar in Tuttlingen nieder, Richard Kramer gründete zuerst ein eigenes Geschäft, später erfolgreich die Erkate-Werke, die Hochdruckschmiergeräte produzierten. Er war begeisterter Motorsportler und nahm mit selbst gebautem Motorrad 1927 und 1928 am Freiburger Bergpreis teil. Nach 1933 entwickelte er Fernregulierungen von Flugzeugmotoren, die insbesondere für die Rüstung benötigt wurden. Als einzige Hersteller im gesamten Reichsgebiet war er unverzichtbar. Die Ehe schützte seine Frau, die jüdischer Herkunft war, nach der Machtergreifung Hitlers und der NSDAP im Jahr 1933 vorerst vor Deportation und Ermordung, nicht aber vor Schikanen. Seine Frau durfte nach 20 Uhr nicht mehr auf die Straße, sie durfte weder Kinos noch Gaststätten besuchen, sie wurde aus dem Wählerverzeichnis gestrichen und immer wieder von der Gestapo nach ihren Vermögensverhältnissen befragt. Richard Kramer wurde zunehmend unter Druck gesetzt, sich von seiner Frau zu trennen. Da er sich weigerte, war er zunehmend dem Verfolgungsdruck der Gestapo ausgesetzt, Fachkräfte wurden bei ihm abgezogen und den Chironwerken zugeteilt, er durfte keine Lehrlinge mehr ausbilden. 1943 wurde er in die Gestapo-Zentrale in Stuttgart in das Hotel Silber einbestellt. Am 28. August 1944 wurde sein Betrieb stillgelegt, woraufhin Richard Kramer einen Herzanfall erlitt. Am 20. November 1944 musste er sich als „jüdisch Versippter“ bei der Gestapo-Sammelstelle in Bietigheim einfinden. Er wurde festgenommen und in das Mischlingslager Leimbach bei Halle verschleppt. Im Februar 1945 kam er frei. Als er zurückkehrte, war die Wohnung an einen SD-Mann vermietet und die Vorräte im Keller waren verschwunden. Seine Frau konnte sich auf dem Ziegelhof im Donautal verstecken und dort die letzten Monate des NS-Regimes überleben. Richard Kramer starb am 14. November 1963, seine Frau im August 1980. |
|              | HIER WOHNTE SYBILLA KRAMER GEB. BÄHR JG. 1891 MIT HILFE VERSTECKT ÜBERLEBT | Ambrosius-Blarer-Straße 1 Stolperstein        | Sybilla Kramer geb. Bähr wurde am 23. Februar 1891 in Brühl geboren. Ihre Eltern waren Simon Bähr (1862–1942) und Regina geb. Hirtz (auch Hertz geschrieben). Sie hatte mindestens zwei Brüder und eine Schwester. Die Eltern ließen sich 1907 in Köln scheiden. 1915 heiratete sie Richard Kramer aus Sachsen, damals Soldat, später Firmengründer. Als ihr Mann vom NS-Regime unter Druck gesetzt wurde sich scheiden zu lassen, kommentierte er dies so: „Ich bin kein Schuft, der seine Frau in der Not im Stich lässt“. Aufgrund ihrer Ehe mit einem sogenannten „Arier“ war sie vorerst vor Deportation und Ermordung geschützt, nicht aber vor Schmähungen und Schikanen. Sie durfte nach 20 Uhr nicht mehr auf die Straße, durfte weder Kinos noch Gaststätten besuchen, wurde aus dem Wählerverzeichnis gestrichen und durfte sich auf keiner Parkbank mehr ausruhen. Als die NS-Herrschaft sich ihrem Ende zuneigte, stieg die Radikalisierung und die Gefährdung der Juden in sogenannten Mischehen. Gerade rechtzeitig konnte sich Sybilla Kramer auf dem Ziegelhof im Donautal verstecken. Die Familie Heni nahm großes Risiko in Kauf. Am nächsten Tag, dem 20. November 1944, wurde ihr Ehemann als „jüdisch Versippter“ in ein Arbeitslager verschleppt. Er konnte jedoch im Februar 1945 zurückkehren. Beide Eheleute überlebten. Beide Brüder von Sybilla Kramer wurden im Zuge der Shoah ermordet. Nach Leopold Bähr, einem der Brüder, wurde in Brühl ein Platz benannt. Ihr Mann starb 1963, sie selbst am 3. August 1980. An der Ziegelhütte im Fridinger Donautal erinnert ein Denkmal an sie und die mutigen Mitbürger, die ihr Leben retteten. Sybilla Kramer konnte ihre Erlebnisse in einem Tonbandinterview schildern. |
|              | HIER WOHNTE KARL EUGEN MENGER JG. 1884 EINGEWIESEN 1936 HEILANSTALT HERZBERGE 1938 HEILANSTALT TEUPITZ 'VERLEGT' 27.6.1940 BRANDENBURG ERMORDET 27.6.1940 'AKTION T4'              | Oberamteistraße 22 Stolperstein               | Karl Eugen Menger war das siebte von zehn Kindern des Schuhmachers Georg Friedrich Menger (1848–1927) und seiner Ehefrau Auguste geb. Wiesenfahrt (1850–1920). Er wurde am 19. August 1884 in Tuttlingen geboren. Der Vater stammte aus derselben Stadt und war evangelisch, die Mutter kam aus Weilheim und war katholisch. Sechs seiner Geschwister starben vor ihrem ersten Geburtstag. Die Familie besaß das Haus Oberamteistraße 22 und wohnte auch dort. Karl Eugen Menger lernte das Handwerk des Instrumentenmachers, zog nach Tuttlingen und heiratete 1913 die Näherin Emma Winkle (geb. 1886), die aus Tübingen stammte. Das Paar hatte zwei Kinder, Maria, geboren 1914 in Stetten im Remstal, und ein Sohn, geboren 1915 in Stuttgart. Er wurde zum Militär eingezogen und diente im Ersten Weltkrieg bei den Grenadieren. Nach dem Krieg kam es zu einer Ehekrise und zur Trennung. Ab 1927 wohnte Karl Eugen Menger bei Vater und Schwester Margarete im elterlichen Haushalt. Der Vater starb im Juni desselben Jahres. Im Oktober 1927 wurden Ehefrau und Kinder im Katharinenheim untergebracht. Ab Dezember 1927 gab es mehrere Anläufe des Fürsorgeamts, den Mann in der Heil- und Pflegeanstalt Liebenau unterzubringen, wo er zur regelmäßigen Arbeit angehalten werden sollte. Ein ärztliches Gutachten bezeichnete ihn als „geistig nicht normal“. Am 14. Juli 1928 wurde die Ehe geschieden, er wurde als Schuldiger benannt. 1929 übersiedelte die Ex-Gattin mit den Kindern nach Strümpfelbach im Remstal. 1930 beantragte er beim Fürsorgeamt Fichtennadelbäder, doch der Antrag wurde abgelehnt. Am 27. Juli 1931 befand er sich in Rottweil, erkrankte und wurde ins Krankenhaus eingeliefert. Die Kosten musste das Tuttlingen Fürsorgeamt übernehmen. Am 2. September 1931 meldete er sich ab und ging auf Wanderschaft. Er hielt sich eine Weile in der Arbeiterkolonie von Seyda nahe Halle auf, im Mai 1933 meldete er sich bei der Wohlfahrtsstelle des Städtischen Obdachs in Berlin. Zeitweilig lebt er im Bewahrungshaus Rummelsburg in Berlin-Lichtenberg, länger auch auf dessen Krankenstation. Von April bis Juli 1934 war er wiederum in der Arbeiterkolonie Seyda, danach als Selbstmelder in der Arbeiterkolonie Treuenbrietzen, im Männerheim in Berlin, gelegentlich auch im Eduard-Müller-Haus des Kolpingwerks. Er klagte über Gelenkrheumatismus und war oft auf Krankenstationen untergebracht. Im November 1935 kehrte er in das Arbeits- und Bewahrungshaus Rummelsburg zurück und wurde von dort am 12. Februar 1936 in die Städtische Heil- und Pflegeanstalt Herzberge eingeliefert, da er einen verwirrten Eindruck machte. Die Anstalt ist ebenfalls in Berlin-Lichtenberg gelegen. Bei der Aufnahme war er benommen und affektarm, aber zeitlich und örtlich orientiert. Er berichtete, dass er morgens Krämpfe in den Händen habe und 1919 kurzfristig erblindet gewesen sein. Aufgrund seines Antrages auf Rente wurde er als „Rentenneurotiker und Hypochonder mit beträchtlichen seelischen Störungen“ befundet. Beschäftigung lebte er ab, er klagte über diverse Leiden und drängte auf Entlassung. Am 11. Juli 1938 wurde er mit einem Sammeltransport in die Landesanstalt Teupitz verlegt. Als Diagnose war nunmehr eingetragen „Zustand n. Hirnlues“. Es hatte sich herausgestellt, dass er sich spätestens während des Krieges mit Syphilis angesteckt hatte und 1917 mit Salvrasan behandelt worden war, einem Gemisch mehrerer organischer Arsen-Verbindungen. Die letzte Kur fand 1931 statt. Letzter Eintrag in seiner Krankenakte war der Vermerk „27.6.40 überführt“. An diesem Tag wurde Karl Eugen Menger in die Tötungsanstalt Brandenburg gebracht und ermordet. |
|              | HIER INHAFTIERT AMTSGERICHTSGEFÄNGNIS ANONI MIDINSKI JG. 1898 RUSSLAND ZWANGSARBEITER LAGER MUEHLAU VERHAFTET VOM GEFÄNGNISWÄRTER ERSCHLAGEN 28.2.1943                             | Am Seltenbach 15 Stolperstein                 | Anoni Midinski wurde am 13. Juli 1898 in Werbowics bei Kamjanez-Podilskyj in der Westukraine geboren. Später war er eine von rund 2,75 Mio. Zivilpersonen, die aus der Sowjetunion zur Arbeit nach Deutschland verschleppt wurden. Er kam nach Tuttlingen und lebte im Kriegsgefangenenlager „Mühlau“. Wegen angeblicher Arbeitsverweigerung wurde Midinski inhaftiert und starb an den Verletzungen, die ihm ein Gefängniswärter beigebracht hatte. |
|              | HIER ARBEITETE BOLESLAW PROCHAZKA JG. 1923 POLNISCHER ZWANGSARBEITER GEFLOHEN 1944 SCHWEIZ ZURÜCKGEKEHRT VERHAFTET MAI 1944 HINGERICHTET 28.8.1944 HARRISER TAL                    | Äußerer Talhof 1 Stolperstein                 | Boleslaw Prochazka wurde am 8. November 1923 als Sohn des Försters Eugen Prochazka und dessen Ehefrau Anastazja, geborene Stankowska, in Przemyśl geboren. Er besuchte die Volks- und die Mittelschule, sprach neben polnisch auch deutsch und russisch. Später verzog die Familie nach Bochnia bei Krakau. Nach dem Überfall Nazideutschlands auf Polen wurden am 16. Dezember 1939 in Bochnia zwei Polizisten ermordet. Die deutschen Besatzer verübten daraufhin ein erstes großes Massaker und ließen 52 Einwohner von Bochnia ermorden. Zahlreiche weitere kamen in Lager oder zur Zwangsarbeit nach Deutschland. Boleslaw Prochazka war wohl einer von ihnen. Er wurde am 27. Juni 1940 im Alter von 16 Jahren verhaftet und am 2. Juli nach Deutschland deportiert. Am 7. Juli wurde er einem Wurmlinger Landwirt als Zwangsarbeiter zugewiesen. Nach einem Fluchtversuch im Dezember 1940 wurde Boleslaw Prochazka im September 1941 dem Bauern des äußeren Talhofs als landwirtschaftlicher Arbeiter zugewiesen. Ende Januar 1944 wagte er erneut eine Flucht: In der Schweiz angekommen, wurde er von der Schaffhauser Kantonspolizei aufgegriffen und in das Arbeitslager für Internierte in Reigoldswil im Kanton Basel-Landschaft überstellt. Von dort flüchtete Prochazka im Mai. Er wollte zurück nach Tuttlingen, wurde aber beim Grenzübertritt gefasst und am 28. August, nur 21 Jahre alt, hingerichtet. |
|              | HIER INHAFTIERT AMTSGERICHTSGEFÄNGNIS REINHOLD RALL JG. 1907 IM WIDERSTAND VERHAFTET JULI 1934 'VERBREITUNG POLITISCHER SCHRIFTEN' TOT 6.8.1934 TODESURSACHE NIE GEKLÄRT           | Am Seltenbach 15 Stolperstein                 | Reinhold Rall wurde am 6. Juli 1907 in Tuttlingen als Sohn des Schuhfabrikarbeiters Johannes Rall und dessen Ehefrau Pauline geboren. Seine Familie stand der Kommunistischen Partei Deutschlands (KPD) nahe. Reinhold und einige seiner Brüder waren in der Partei organisiert. Bei einer Hausdurchsuchung fand man bei Reinhold Rall kommunistische Schriften, im Tuttlinger Amtsgerichtsgefängnis wurde er inhaftiert und starb in der Nacht vom 5. auf den 6. August 1934 vermutlich an den Folgen von Misshandlungen in seiner Gefängniszelle. |
|              | HIER WOHNTE HERMANN STECK JG. 1900 EINGEWIESEN 15.3.1932 HEILANSTALT ZWIEFALTEN 'VERLEGT' 13.11.1940 GRAFENECK ERMORDET 13.11.1940 'AKTION T4'                                     | Ludwigstaler Straße 11                        | Ferdinand Hermann Steck wurde am 9. Oktober 1900 geboren. Seine Eltern waren Ferdinand Heinrich Steck, ein Schuhmachermeister aus Reutlingen, und Rosina geb. Schmid, aus Tuttlingen stammend. Er hatte zehn Geschwister, von denen drei in frühen Jahren starben. Er war das fünfte Kind, ging in Tuttlingen zur Schule und wurde konfirmiert. Es folgte die Ausbildung zum Schuhmacher bei der Firma Neipp und Faul. Bei der Musterung wurde er für tauglich befunden und noch vor dem Ende des Weltkriegs eingezogen. Er wurde in Wiblingen bei Ulm stationiert, im Ersatzbataillon des Infanterieregiments 127, wo er sich eine Rippenfellentzündung zuzog. Von 1919 bis 1922 diente er beim Grenzschutz der Reichswehr. Sein Vater holte in zurück in seinen Betrieb, eine Schuhfabrikation in der Gartenstraße 12, doch die beiden kamen nicht miteinander aus. Er wechselte in eine andere Schuhfabrik. 1928 heiratete er Hermine Rieger, erwarb den Führerschein und wollte Arbeit in der Automobil-Branche finden, was jedoch nicht gelang. Das Paar übersiedelte in die Möhringer Straße 21. Er wurde Mitglied der Siedlungskolonie und sparte auf ein Eigenheim. Er war weiterhin als Zwicker tätig, musste Akkordarbeit verrichten und hatte regelmäßig Kontakt mit Aceton. Nach einem Arbeitsunfall 1930 sank seine Leistungsfähigkeit dramatisch ab, Anfang Juli 1931 wurde er entlassen. Vermutlich waren die Atemorgane durch das Einatmen des Acetons geschädigt. Seit dem Unfall gab es auch Eheprobleme und nach einer Attacke auf die Ehefrau wurde er am 15. März 1932 in die Heilanstalt Zwiefalten gebracht. Die Ehe wurde 1934 geschieden. Ab Juni 1937 begannen die Ärzte mit einer Cardiazol-Behandlung und er wurde als Erntehelfer eingesetzt. Beim Heuabladen gelang ihm die Flucht, doch wurde er nach zwei Tagen aufgegriffen und zurück in die Anstalt gebracht. Danach erhielt er drei Monate lang Injektionen. Am 13. November 1940 wurde er in die Tötungsanstalt Grafeneck überstellt und ermordet. Die Urne wurde dem Krematorium in Schwenningen überstellt und dort beigesetzt. Nach dem Untergang des NS-Regimes wurde sie auf den dortigen Ehrenhain transferiert. |
|              | HIER WOHNTE ALBERT ULRICH JG. 1904 EINGEWIESEN 1912 HEILANSTALT HEGGBACH KINDERASYL INGERKINGEN 'VERLEGT' 11.9.1940 GRAFENECK ERMORDET 11.9.1940 'AKTION T4'                       | Am Seltenbach 2 Stolperstein                  | Albert Ulrich, am 4. März 1904 als ältester Sohn des aus Talheim stammenden Holzhauers Heinrich Ulrich und seiner Ehefrau Maria Agathe Biermann geboren, litt als Kind unter Rachitis. Als er eingeschult werden sollte, kam er auf ärztlichen Rat in ein Heim der barmherzigen Schwestern des Klosters Reute. Als Erwachsener wurde er in die Pflegeanstalt Heggbach verlegt. Im September 1940 wurde er mit 193 weiteren Anstaltsinsassen in die Tötungsanstalt Grafeneck gebracht und dort ermordet. |
|              | HIER WOHNTE KARL ZEPF JG. 1899 EINGEWIESEN 5.5.1933 1934 ZWANGSSTERILISATION MEHRERE HEILANSTALTEN VERLEGT 18.6.1940 GRAFENECK ERMORDET 18.6.1940 'AKTION T4'                      | Auf dem Schafrain 19 Stolperstein             | Karl Josef Zepf wurde 1899 geboren. Er lernte wie sein Vater den Beruf des Instrumentenmachers und galt als „intelligenter Mann“. 1931 wurde er arbeitslos. In der Folge zeigten sich erste Symptome einer psychischen Erkrankung. 1933 wurde er erstmals in die Heilanstalt Rottenmünster aufgenommen, ab 1936 war er dauerhaft in sogenannten Nervenheilanstalten untergebracht, zuerst in der Heil- und Pflegeanstalt Zwiefalten, dann in Bad Schussenried. Am 18. Juni 1940 wurde er in einem der grauen Busse der SS nach Grafeneck gebracht, wo er noch am selben Tag ermordet wurde. |

## Verlegedaten
- 24. Mai 2016: Am Seitenbach 2 und 15, Donaustraße 9, Rathausstraße 10 (fünf Stolpersteine)
- 11. Oktober 2017: Flachsweg 2, Hermannstrasse 23, Ludwigstaler Straße 11, Nendinger Allee 9, Stuttgarter Straße 8 (siebzehn Stolpersteine)
- 14. November 2018: Auf dem Schafrain 10, 17 und 19, Äußerer Talhof 1, Goethestraße 11 (fünf Stolpersteine)
- 2. November 2019 (sieben Stolpersteine)